# MH Területvédelmi és Hadkiegészítő Parancsnokság
A Magyar Honvédség Területvédelmi és Hadkiegészítő Parancsnokság (MH THP) a Magyar Honvédség egyik legnagyobb katonai parancsnoksága, amely a Honvéd Vezérkar közvetlen irányítása alá tartozik. Az MH Területvédelmi Erők Parancsnokság és az MH Katonai Igazgatási és Központi Nyilvántartási Parancsnokság összevonásával alakult meg 2024. november 1-én.

## Története
A magasabbegység feladatrendszere magában foglalja az alaprendeltetésű feladat támogatások szinte összes szegmensét és a kiemelt haderőfejlesztési programokkal kapcsolatos feladatokat is, mint pl: a területvédelem, a katonai logisztika, haditechnika, közlekedés és katonai elhelyezés szakterületek központi logisztikai feladatai, az önkéntes tartalékos és helyőrségtámogató rendszer fejlesztése, a hátországvédelem koncepciójának kialakítása, a honvédelmi felkészítés és katonai nevelés, illetve a társadalmi kapcsolatok erősítése. A cél, hogy új alapokra helyezze a hadkiegészítés rendszerét. Az integráció a toborzási és katonai igazgatási feladatokat teszi hatékonyabbá és biztosítja, hogy a toborzó tevékenységek összhangba kerüljenek a területvédelmi feladatokkal.

## Szervezeti felépítése, alegységei
2024. november 1-től az MH THP szolgálati alárendeltségébe az alábbi alakulatok tartoznak:
- MH vitéz Reviczky László 1. Területvédelmi Ezred,
- MH vitéz Vattay Antal 2. Területvédelmi Ezred,
- MH Krause Lajos 3. Területvédelmi Ezred,
- MH Dombay Miksa 4. Területvédelmi Ezred,
- MH Bauer Gyula 5. Területvédelmi Ezred,
- MH Sipos Gyula 6. Területvédelmi Ezred,
- MH Klempa Kálmán 7. Területvédelmi Ezred.